# Límnes
Límnes är en ort i Grekland.   Den ligger i prefekturen Nomós Argolídos och regionen Peloponnesos, i den sydöstra delen av landet, 80 km väster om huvudstaden Aten. Límnes ligger 470 meter över havet och antalet invånare är 734.
Terrängen runt Límnes är lite bergig. Runt Límnes är det ganska glesbefolkat, med 31 invånare per kvadratkilometer. Närmaste större samhälle är Argos, 15,7 km sydväst om Límnes. Trakten runt Límnes består i huvudsak av gräsmarker.